# El nou Messies Participatiu
L'any 2018, l'Obra Social ”la Caixa” va decidir deixar d'organitzar el Messies Participatiu a Barcelona. Aquest format del famós oratori de Georg Friedrich Händel, que aplega aficionats al cant coral i músics professionals, s'havia representat ininterrompudament a la ciutat des del 1995. Orfes de la nit al dia, una part dels cantaires que havien pres part en el concert anual que l'entitat financera organitzava per a abans de Nadal, van decidir trobar-se per mirar de tirar-lo endavant, malgrat les dificultats que a priori podia comportar un projecte d'aquesta magnitud. Se sentien obligats a donar-li continuïtat, pel fet de tractar-se d'un espectacle musical de gran tradició a Catalunya, en què participen cantaires de tot el Principat, que tenen la possibilitat de compartir escenari amb grans figures del món de la música.

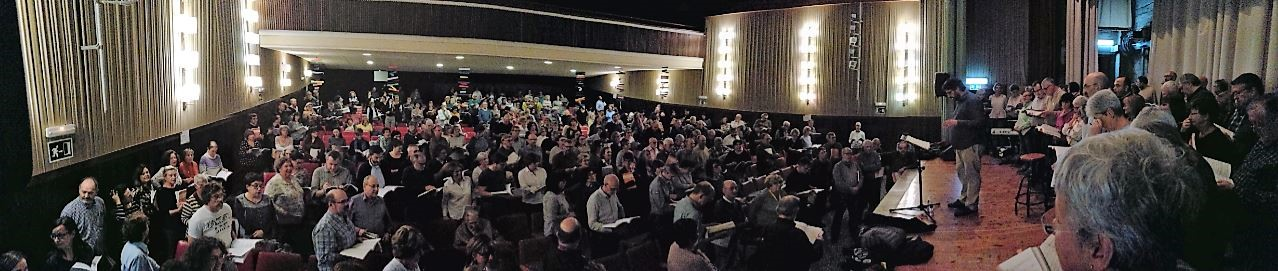
Sessió de preparació amb Daniel Mestre al teatre de l'Escola La Salle de Gràcia.

Per tal de materialitzar la idea, els seus promotors van constituir l'Associació Messies Participatiu Barcelona, a la qual no van trigar a apuntar-se en massa cantaires dels participatius anteriors així com persones que no havien cantat mai El Messies o d'altres que, simplement, volien donar suport a la iniciativa.
La primera feina de l'entitat va ser pressupostar el projecte i anar a parlar amb les institucions i alguna empresa a la recerca d'ajuts econòmics. La Generalitat de Catalunya, l'Ajuntament de Barcelona i la Diputació de Barcelona van oferir el seu suport, i en l'àmbit empresarial, es va aconseguir el patrocini de les caves Juvé i Camps.

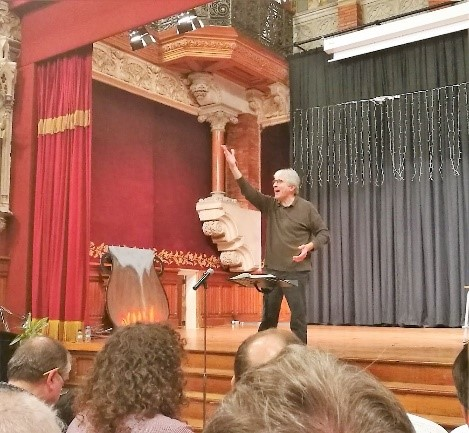
Assaig amb el director, Edmon Colomer, a la sala d'actes del Col·legi Sant Ignasi.

Així mateix, es van començar a buscar preparadors, músics (un cor professional, una orquestra i quatre solistes vocals), un director, llocs d'assaig i, és clar, una seu per representar-hi l'obra. Pel que fa als preparadors, es va proposar la tasca de formar els cantaires, aficionats, a dos directors que ja ho havien fet en edicions anteriors: Alfred Cañamero i Daniel Mestre. Quant al cor, es va parlar amb la Coral Cantiga, i pel que fa al conjunt musical, es va contactar amb l'Orquestra de Cambra de Granollers. Els solistes triats van ser: Mireia Tarragó, soprano; Víctor Jiménez, contratenor; Roger Padullés, tenor, i Josep Ramon Olivé, baríton. La direcció va recaure en Edmon Colomer, que, de fet, havia estat el primer director del Messies Participatiu, el de l'any 1995.
Els assajos, que per als cantaires novells van començar just dos mesos abans del concert, el 27 d'octubre, van tenir lloc al teatre de l'Escola La Salle de Gràcia, a la sala Oriol Martorell de l'Auditori, a la sala d'actes del Col·legi Sant Ignasi i a la sala Pau Casals de l'Auditori, on s'havia de fer el concert.

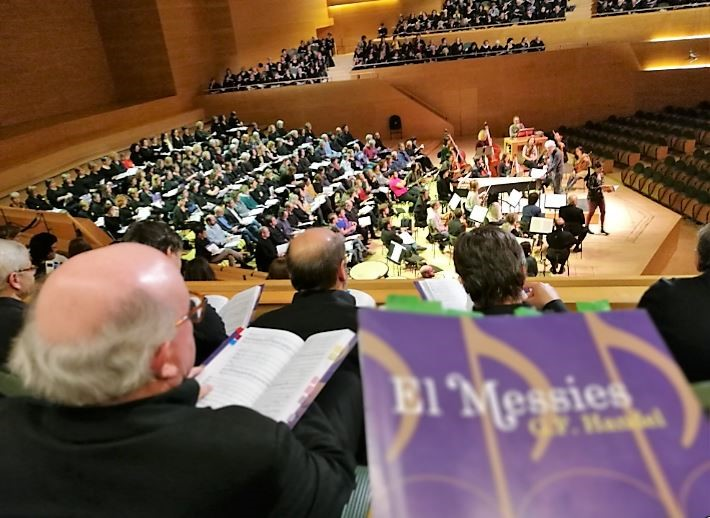
Assaig general a la sala Pau Casals de l'Auditori.

Així, amb tots els caps lligats, va arrencar amb molta il·lusió una aventura, al primer port de la qual, la sala Pau Casals de l'Auditori, es va arribar el 27 de desembre amb un èxit total. Amb la presència del Molt Honorable Joaquim Torra i Pla, president de la Generalitat de Catalunya, el primer Messies Participatiu organitzat per la societat civil va agafar amb nota el relleu de la iniciativa privada, mantenint a Catalunya el famós oratori de Händel amb la mateixa qualitat musical que havia tingut fins llavors.